# Olga Kiritchenko
Olga Aleksandrovna Kiritchenko (ukrainien : Ольга Александровна Кириченко), née le 27 janvier 1976 à Kryvyï Rih (RSS d'Ukraine), est une ancienne nageuse ukrainienne ayant représenté la Russie.

## Carrière
Membre de l'Équipe unifiée aux Jeux olympiques d'été de 1992, elle atteint la finale du 200 m nage libre où elle termine 7e mais ne dépasse pas le stade des séries sur le 200 m papillon. En relais, elle est médaillée de bronze sur le 4 x 100 m 4 nages.
Elle dispute ensuite les Championnats d'Europe de natation 1993 sous les couleurs de la Russie, obtenant une médaille de bronze sur le 4 x 100 m 4 nages.

## Palmarès
| Date | Compétition           | Lieu      | Place | Course               |
| ---- | --------------------- | --------- | ----- | -------------------- |
| 1992 | Jeux olympiques       | Barcelone | 7e    | 200 m nage libre     |
| 1992 | Jeux olympiques       | Barcelone | 17e   | 100 m papillon       |
| 1992 | Jeux olympiques       | Barcelone | 3e    | 4 x 100 m 4 nages    |
| 1993 | Championnats d'Europe | Sheffield | 6e    | 200 m nage libre     |
| 1993 | Championnats d'Europe | Sheffield | 6e    | 400 m nage libre     |
| 1993 | Championnats d'Europe | Sheffield | 5e    | 100 m papillon       |
| 1993 | Championnats d'Europe | Sheffield | 3e    | 4 x 100 m 4 nages    |
| 1994 | Championnats du monde | Rome      | 25e   | 200 m nage libre     |
| 1994 | Championnats du monde | Rome      | 9e    | 4 x 100 m nage libre |

## Vie privée
Elle épouse le nageur russe Denis Pankratov.